# Lac de Gariès
Le lac de Gariès, également appelé retenue de Bouillac – Lagraulet, est un lac artificiel de 43 ha situé en limite sud du département de Tarn-et-Garonne et en limite nord de la Haute-Garonne, en région Occitanie.

## Histoire
La création d'un barrage droit en terre de 300 m de long sur le ruisseau de Nadesse, affluent de la Garonne, a généré le lac constituant une retenue d'eau de  millions de m3 principalement destinée à l'irrigation. Il est géré par l'Organisme unique des sous-bassins Garonne Amont, chargé de la gestion collective de l'eau destinée à l'irrigation agricole, selon la loi sur l'eau et les milieux aquatiques de 2006.

## Géographie
En Lomagne, le lac est situé sur le cours du ruisseau de Nadesse, un affluent en rive gauche de la Garonne. Principalement en limite est du territoire communal de Gariès et pour une plus faible superficie en limite nord du territoire communal de Lagraulet-Saint-Nicolas, il se trouve à 188 m d'altitude en crête. Il est desservi par une voie communale de Gariès.

## Activités

### Pêche
Adapté à la pêche en float-tube et profond de 6 m, le lac contient notamment des brochets, sandres, perches, carpes, gardons,.

### Environnement
Depuis 2014, dans un secteur agricole et boisé, il est compris dans le périmètre zone naturelle d'intérêt écologique, faunistique et floristique de type 1 d'une surface de 48,67 hectares. C'est la seule grande étendue d'eau dans un rayon approximatif de 15 km, attractive pour les oiseaux d'eau en période de migration et constituant une zone d'hivernage pour une trentaine d'espèces, notamment le Chevalier sylvain (Tringa glareola), inscrit en annexe I de la directive européenne « Oiseaux ».